# LC 회로

LC 회로 다이어그램

LC 회로는 문자 L로 표시되는 인덕터와 문자 C로 표시되는 축전기로 이루어진 전기 회로이다. 공진 회로, 탱크 회로, 동조 회로 라고 불리는 이 회로는 공진 주파수에서 진동 에너지를 저장하면서, 아날로그 형식의 전기 공명기로 쓸 수있다.
LC 회로는 또한 특정 주파수에서 신호를 생성하거나, 더욱 복잡한 신호로부터 특정 주파수의 신호를 골라 내기 위해 사용된다. LC회로는 많은 전자 장치, 특히 무선 기기의 주요 구성요소로 발진기, 전자 필터, 튜너, 주파수 혼합기 같은 것들에서 사용된다.
저항으로 인한 에너지 소모가 없다는 가정 때문에 LC 회로는 이상적인 모델이다. 실제 LC 회로의 항상 구성 요소와 전선에서 작지만 0이 아닌 저항으로 인한 손실을 포함한다. LC 회로의 목적은 최소한의 감쇠(damping)으로 공명을 내어야 하므로, 저항은 가능한 한 낮아야한다.

## 같이 보기
- RC 회로
- RL 회로
- RLC 회로